# Xenopathia
Xenopathia is een geslacht van vlinders van de familie spaandermotten (Blastobasidae).

## Soorten
- X. nivea Rebel, 1902
- X. novaki (Rebel, 1891)